# Douglas DC-6
Douglas DC-6 — американский поршневой авиалайнер. Разработан и серийно производился предприятием Douglas Aircraft Company с 1946 по 1958 годы. Выпускался в различных пассажирских и грузовых модификациях. Эксплуатировался гражданскими авиаперевозчиками и военными ведомствами многих стран. Построено более 700 самолётов, к 2014 году сохранились 147 из них. Годными к полётам считались 47, из них по состоянию на 2016 год 17 находились в лётной эксплуатации.

## Разработка самолёта, испытания и серийное производство

DC-6 в трёх проекциях

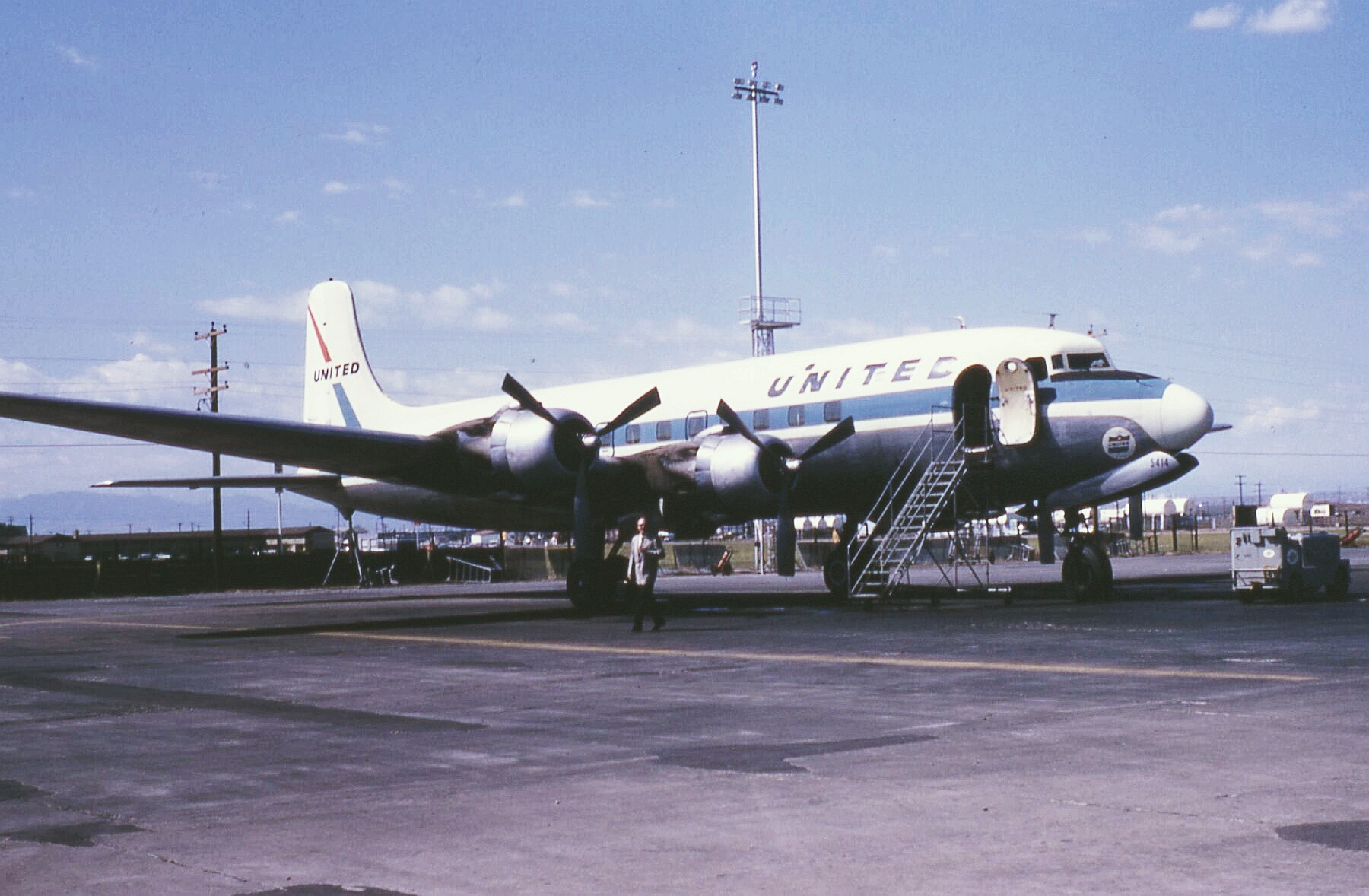
DC-6 United Air Lines

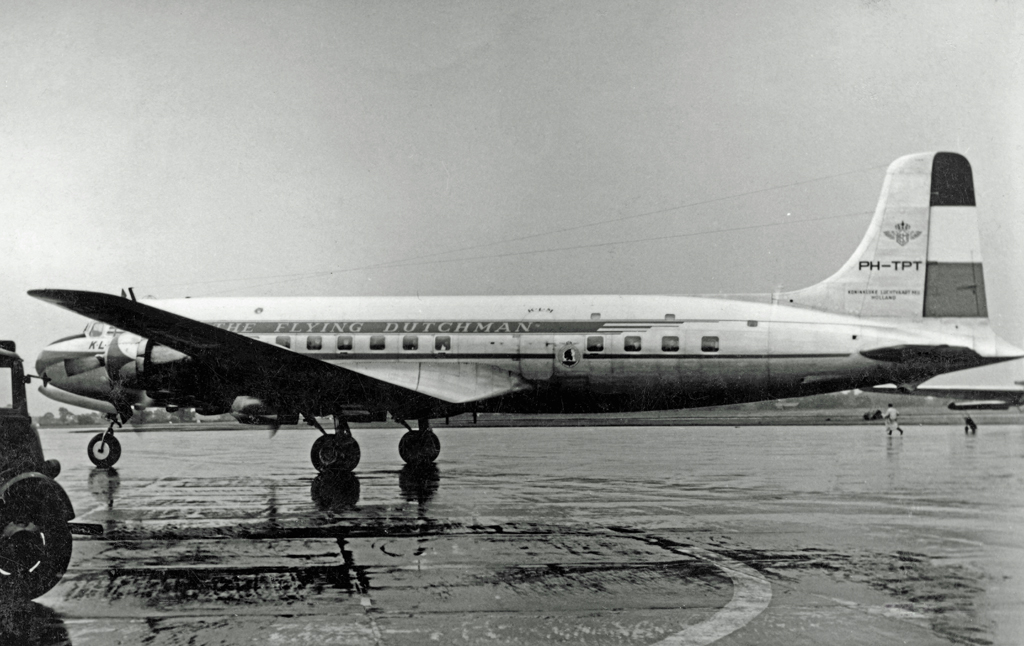
DC-6 KLM

Прототип будущего самолёта DC-6 изначально разрабатывался по заказу армейской авиации США как увеличенный вариант транспортного самолёта C-54 Skymaster. Проект, начатый в 1944 году, был обозначен индексом XC-112. К моменту первого полёта новой машины, в связи с окончанием войны, заказчик потерял интерес к проекту, и предприятие Douglas Aircraft Company разработало гражданский вариант самолёта и фирма получила крупные гражданские заказы. В 1946 году он был запущен в серийное производство под обозначением Douglas DC-6. В конце 1944 года авиакомпания American Airlines разместила заказ на 50 самолетов. В начале 1945 года United Air Lines заказала 35 самолетов. Началась постройка прототипа гражданского самолета, но первой к испытаниям была готова машина созданная для военных. В 1947 году первые самолёты поступили заказчикам.
По сравнению с прототипом С-54Е фюзеляж нового самолета был удлинен на 2,06 м, кабина герметизирована. Впервые на борту была внедрена система полного кондиционирования с регулированием температуры и влажности. В конструкции был применен новый алюминиевый сплав, который позволил уменьшить вес самолета на 363 кг. Установлены более мощные двигатели. Самолет оснастили более современной радио и навигационной аппаратурой.
Военный прототип ХС-112А совершил первый полет 15 февраля 1946 года. Летные испытания гражданского прототипа начались 10 июля 1946 года. Проведенные испытания самолета с полной нагрузкой показали, что DC-6 способен выполнять трансконтинентальные и трансокеанские рейсы без промежуточных посадок. В начале 1947 года самолет получил сертификат типа, позволившей приступить к полноценной эксплуатации.
Серийное производство DC-6 было запущено на головном предприятии фирмы «Дуглас» в Санта-Монике. Первая серийная версия DC-6 была рассчитана на 46 сидячих или 24 спальных места. В эконом компоновке самолет мог принять 86 пассажиров. Всего было выпущено 176 самолетов DC-6 (с учетом прототипов). Последний DC-6 был передан заказчику 2 ноября 1951 года.
В феврале 1948 года конструкторы фирмы начали разработку специализированного грузового варианта, который получил обозначение DC-6A  Liftmaster. Это был первый специально построенный самолет для скоростных коммерческих перевозок. Первый полет DC-6A состоялся 29 сентября 1949 года. Для гражданских эксплуатантов было изготовлено 74 самолета, 101 самолет был передан ВВС США и 65 самолетов для ВМФ США. Эти самолеты отличались установкой военного оборудования и двигателями. Последний самолет был передан заказчику 10 февраля 1959 года.
В январе 1950 года началась разработка чисто пассажирского варианта, получившего обозначение DC-6B. В стандартной комплектации пассажирский салон был рассчитан на 54 посадочных мест, в эконом варианте на 102 места. Первый полет 10 февраля 1951 года, в апреле самолет был сертифицирован. Всего было выпущено 288 экземпляров. Последний самолет был передан заказчику 17 ноября 1958 года.
Была также разработана комбинированная версия DC-6C. За ограниченный промежуток времени самолет трансформировался из 76-местного авиалайнера в грузотранспортный  самолет с полезной нагрузкой 13 тонн. Было изготовлено 7 самолетов этой модификации. Поставки осуществлялись с июня 1951 по сентябрь 1958 года.
Несмотря на то, что серийное производство закончилось в 1958, работы по переоборудованию DC-6 продолжались. В 1965 году фирма «Дуглас» продала компании Pacific Airmotive Corp. лицензию на трансформацию DC-6B в DC-6A. Технические подразделения эксплуатантов осуществляли доработки собственными силами.
Компания «Sabena Engeneering» трансформировала 2 самолета DC-6B в грузовые с поворотной хвостовой частью. Несколько самолётов были доработаны в США и Канаде в пожарные танкеры. Под фюзеляжем размещался большой бак куда загружались пламегасящие химикалии.
Общее количество изготовленных самолетов Douglas DC-6 всех модификаций — 704 самолета.Производство закончилось в 1958 году.

## Модификации
Компания Douglas разработала четыре основных варианта самолёта:
- типовой DC-6 (строился до 1950 года, выпущено 176, с учетом прототипа);
- DC-6A Liftmaster— грузовая модель с удлинённым фюзеляжем, большей грузоподъемностью и дальностью. Выпущено 240 самолетов: 74 для гражданских операторов, 101 самолет для ВВС США и 65 для ВМФ США. Фюзеляж был удлинен на 1,52 м, усилен пол салона, фюзеляж без иллюминаторов и установлены две дополнительных грузовых двери, открываемые вверх. Увеличен запас топлива. Установлены более мощные двигатели Double Wasp CB-16[1];
- DC-6B — пассажирский вариант (строился до 1958 года, выпущено 288). Увеличен грузовой отсек в нижней части кабины. Установлены полностью реверсивные трехлопастные воздушные винты;
- DC-6C — «гибридный» вариант с возможностью быстрой переконфигурации из грузовой в пассажирскую. Выпущено 7 новых самолетов, впоследствии в эту версию было конвертировано немало самолетов DC-6A и DC-6B[1];

Военная транспортная модификация для армейской авиации обозначалась USAF C-118 Liftmaster (построен 101 самолет), а для флота — USN R6D (построено 65 экземпляров).

## Эксплуатация
Самолёт широко эксплуатировался гражданскими перевозчиками различных стран на линиях средней и большой протяжённости, вплоть до межконтинентальных рейсов: так компания Philippine Air Lines в 1948 году начала рейсы DC-6 на маршрутах Манила-Лондон и Манила-Сан-Франциско. Авиакомпания Pan Am использовала DC-6B для первых трансатлантических рейсов в компоновке салонов туристского класса начиная с 1952 года.
Первые самолеты DC-6 были переданы авиакомпаниям American Airlines и United Air Lines еще до получения сертификата типа, разрешающего эксплуатацию и перевозку пассажиров. Самолеты использовались для тренировки экипажей и технологических рейсов. На коммерческие рейсы авиалайнеры вышли в апреле 1947 года.
В 1947 году произошли два серьезных летных происшествия с человеческими жертвами. Эксплуатация DC-6 была приостановлена до выяснения причин. Дальнейшая эксплуатация была разрешена через четыре месяца после проведения доработок по 132 позициям. Дальнейшая эксплуатация показала, что DC-6 один из самых надежных пассажирских самолетов.
С первых дней эксплуатации DC-6 показал свое преимущество перед самолетами того же класса, особенно на дальнемагистральных линиях. Самолеты стали активно покупать и другие авиакомпании США. Наибольшее количество самолетов DC-6 приобрели авиакомпании США.  На конец 1956 года на магистральных линиях США эксплуатировались 256 самолетов DC-6 различных модификаций.
American Airlines  была первым гражданским заказчиком DC-6. Коммерческая эксплуатация началась с рейса Нью-Йорк — Чикаго. На трансконтинентальных трассах самолет выполнял полеты по маршруту Нью-Йорк — Сан-Франциско и Нью-Йорк — Лос-Анджелес. С апреля 1951 года авиакомпания начала эксплуатацию DC-6B. Число ежедневных трансконтинентальных рейсов от «океана до океана» увеличилось до 60, а рейсы из Нью-Йорка в Чикаго с июля 1951 года выполнялись ежечасно.
В мае 1953 года авиакомпания начала осуществлять дальние грузоперевозки на DC-6A. В конце 1957 года авиакомпания получила последний из заказанных самолетов. К этому времени на линиях авиакомпании работало 85 самолетов DC-6 различных модификаций. Последний рейс DC-6  на линиях авиакомпании  American Airlines был выполнен 17 декабря 1966 года.
United Air Lines имела самый многочисленный парк DC-6 различных модификаций — 101 самолет. С 1946 по 1958 годы авиакомпания приобрела 51 DC-6, 7 DC-6A и 43 DC-6B. Самолеты работали на трансконтинентальных и трансокеанских маршрутах авиакомпании. Самолеты выполняли рейсы и в ночное время.
Slick Airways — в 1950-х годах крупнейшая грузовая авиакомпания США. С 1951 по 1958 годы авиакомпания приобрела 14 самолетов DC-6A.  Самолеты эксплуатировались на магистральных грузовых линиях США. Авиакомпания прекратила свою деятельность в 1966 году.
Delta Air Lines — С 1948 по 1951 годы авиакомпания приобрела 7 самолетов DC-6. Авиакомпания эксплуатировала самолеты до 1968 года.
Northeast Airlines — в 1957 году авиакомпания приобрела 10 новых DC-6B, еще несколько самолетов были взяты в аренду. Самолеты эксплуатировались до 1967 года.
Northwest Orient Airlines — с 1954 по 1958 годы авиакомпания купила один DC-6A и двенадцать DC-6B, дополнительно несколько самолетов были взяты в аренду. Самолеты работали на маршрутах в страны Дальнего Востока. Эксплуатировались да 1965 года.
Pan American Airways — авиакомпания располагала парком из 5 самолетов DC-6A  и 45 самолетов DC-6B. Самолеты авиакомпании выполняли рейсы в Африку, Южную Америку и на Карибы, а также коммерческие грузовые рейсы через Северную Атлантику. Эксплуатация продолжалась до сентября 1968 года.
Western Air Lines —  31 самолет DC-6B Поставки с 1952 по 1958 годы. Самолеты эксплуатировались до 1969 года.
В США самолеты DC-6 также эксплуатировались в авиакомпаниях Alaska Airlines,  Eastern Air Lines и Panagra.
Наиболее крупные зарубежные покупатели DC-6  Canadian Pacific Airlines — 18 самолетов; KLM — 17; Sabena — 16; SAS — 27.
Самым крупным оператором DC-6 был Пентагон. Сразу после появления DC-6A они приобрели 168 самолетов. DC-6  служили в ВВС Аргентины, Бельгии, Бразилии, Италии, Панамы, Португалии, Франции, ФРГ, Чили, Эквадора, Югославии.

## Конструкция
Винтовой многоцелевой четырехдвигательный свободнонесущий низкоплан классической схемы с убираемым трехстоечным шасси.
- Фюзеляж — типа полумонокок овального сечения с несущей алюминиевой обшивкой. В носовой секции фюзеляжа находится пилотская кабина, позади нее кабина бортрадиста и штурмана, в потолке которой смонтирован астрокупол. Средняя часть фюзеляжа двухуровневая. Верхний уровень — пассажирский салон, нижний — основной грузовой отсек и бортовое оборудование. Компоновка пассажирского салона зависит от требований заказчика. В стандартной 46-местной версии вслед за передним грузовым отсеком расположены мужской и женский туалеты[1]. Пассажирский  салон разделен на два отсека. В переднем отсеке 8 рядов кресел, по четыре кресла в ряду с проходом посередине. Возле каждого ряда кресел по обоим бортам иллюминаторы. Далее туалет и гардероб, в трансокеанской версии там же укладывался плот в сложенном состоянии. Задний пассажирский отсек с четырьмя рядами кресел. В конце заднего отсека 6-местный полукруглый диван. Входная пассажирская дверь по левому борту фюзеляжа. На самолете предусмотрено шесть аварийных выходов. Грузовой отсек разделен на две части: перед крылом передний отсек, задний отсек за крылом[1].
- Крыло — низкорасположенное, цельнометаллическое, свободнонесущее, трапециевидное в плане. Конструктивно состоит из центроплана и двух отъёмных консолей.. Центроплан трехлонжеронный, жестко интегрированный в конструкцию фюзеляжа. Консоли крыла однолонжеронные. Механизация крыла — элероны и двухщелевые закрылки. Элероны снабжены триммером. Двухщелевые закрылки с приводом от гидросистемы[1].
- Хвостовое оперение — однокилевое классической схемы. Вертикальное оперение — двухлонжеронный киль с рулем направления. Киль жестко связан с хвостовой частью фюзеляжа. Горизонтальное оперение — двухлонжеронный свободнонесущий стабилизатор с рулем высоты. Гладкая обшивка стабилизатора усилена ребрами жесткости с обеих сторон[1].
- Шасси — убираемое трехстоечное с носовой стойкой. В хвостовой части фюзеляжа установлен подпружиненный костыль. На основных стойках установлены по два колеса, а на носовой стойке одно колесо. Шины низкого давления. Носовое колесо управляемое без тормозов. Основные колеса снабжены гидравлическими тормозами. Основные стойки  убираются вперед по полету в гондолы внутренних двигателей. Носовая стойка убирается вперед по полету в нишу в передней части фюзеляжа[1].
- Силовая установка — четыре поршневых 18-цилиндровых двухрядных звездообразных карбюраторных двигателя воздушного охлаждения Pratt & Whitney R-2800 CB-17 Double Wasp, мощностью 2500 л.с. каждый. Двигатели устанавливались в аэродинамические гондолы, закрепленные на центроплане, и закрывались трехсекционными капотами. Воздушные винты трехлопастные изменяемого шага диаметром 3,99 м (DC-6) или 4,11 м (DC-6A/DC-6B). Воздушные винты с электрической противообледенительной системой. Десять топливных баков, общим объемом 17 875 литров, размещены в крыле между лонжеронами[1].
- Самолетные системы и управление: электросистема — однопроводная постоянного тока напряжением 24В, Источник четыре электрических генератора с приводом от двигателей и две 12 вольтных аккумуляторных батареи по 88 ампер-часов; гидросистема управляет приводами закрылков, уборкой  и выпуском шасси, поворотом носового колеса шасси, стеклоочистителем и т.п.; противообледенительная система — термическая на передних кромках крыла и хвостового оперения, температура нагрева 204 градуса. Противообледенительная система воздушных винтов электрическая.  Оборудование герметизации и кондиционирования обеспечивает давление, температуру и влажность  в салоне для комфортного полета экипажа и пассажиров на всех высотах[1].

## Лётно-технические характеристики
- Экипаж: 3
- Пассажировместимость: 54-102
- Длина: 32,18 м
- Размах крыльев: 35,81 м
- Высота: 8,66 м
- Вес (пустой): 25 110 кг
- Максимальный взлётный вес: 48 500 кг
- Силовая установка: 4× поршневых радиальных Pratt & Whitney R-2800 Double Wasp
- Мощность: 4× 2500 л. с. (1700 кВт)
- Крейсерская скорость: 507 км/ч
- Дальность: 4840 км
- Практический потолок: 7600 м

## Аварии и катастрофы
По состоянию на июнь 2022 года (по неофициальным зарубежным данным), в авариях и катастрофах было потеряно 200 самолётов DC-6 и погибло 2209 человек.

## Похожие самолёты
- Ил-18 (1946)
- Bristol Britannia
- Lockheed L-188 Electra
- Vickers Viscount